# Classe Kidd
La classe Kidd, nota anche informalmente come classe Ayatollah, è derivata dal progetto degli Spruance, cercando di estrapolarne una versione contraerea, armata sostanzialmente come gli incrociatori a propulsione nucleare della classe Virginia e doveva essere fornita all'Iran durante la fine degli anni settanta del ventesimo secolo in 6 esemplari. La caduta dello Scià fece sì che delle 6 navi in ordine ne venissero realizzate solo 4, entrate in servizio negli anni '80 con la United States Navy e cedute infine alla Repubblica di Cina dove ha costituito la  classe Kee Lung.
La classe venne anche definita "ammiragli morti" perché le navi sono tutte intitolate ad ammiragli morti in servizio, da Isaac Kidd morto durante l'attacco di Pearl Harbor, a Daniel Callaghan e Norman Scott morti durante la battaglia navale di Guadalcanal a Theodore Chandler morto sulla USS Louisville (CA-28) il 7 gennaio 1945 a causa di un attacco di kamikaze.
Tra le modifiche effettuate in vista della fornitura all'Iran vi era l'adattamento dei sistemi di bordo e degli alloggi a climi caldi, per cui le navi vennero spesso impiegate in teatri tropicali e medio orientali.

## Navi

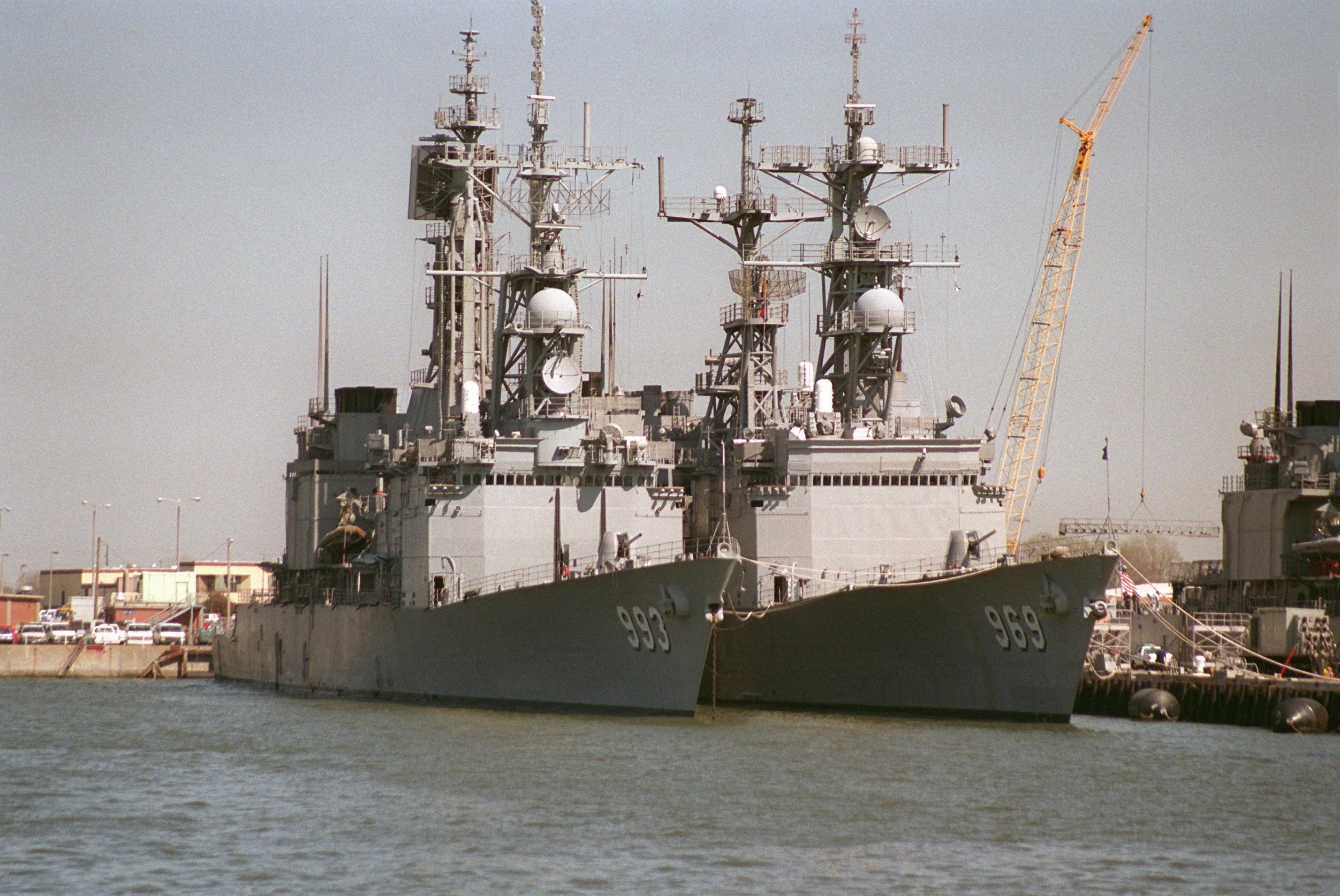
Uno Spruance e un Kidd assieme danno l'occasione di notare le differenze tra i 2 tipi, come i radar e la rampa binata Mk 26 prodiera

Le navi hanno avuto nomi di ammiragli morti in combattimento sotto la US Navy, mentre avrebbero dovuto avere nomi di grandi re persiani se fossero stati trasferiti effettivamente alla Marina Imperiale Iraniana. Nella Marina Cinese i nomi sono tutti di basi navali militari del paese.
- Nome originale: USS Kidd (DDG-993)
  - Supposto nome iraniano: Kouroush
  - Nome attuale: Tso Ying (左營, DDG-1803); doveva essere Tung Teh (同德); entrato in servizio il 3 novembre 2006.
- Nome originale: USS Callaghan (DDG-994)
  - Supposto nome iraniano: Daryush
  - Nome attuale: Su Ao (蘇澳, DDG-1802); doveva essere Ming Teh (明德); entrato in servizio il 17 dicembre 2005.
- Nome originale: USS Scott (DDG-995)
  - Supposto nome iraniano: Nader
  - Nome attuale: Kee Lung (基隆, DDG-1801); doveva essere Chi Teh (紀德); entrato in servizio il 17 dicembre 2005.
- Nome originale: USS Chandler (DDG-996)
  - Supposto nome iraniano: Anoshirvan
  - Nome attuale: Ma Kong (馬公, DDG-1805); doveva essere Wu Teh (武德); entrato in servizio il 3 dicembre 2006.